# Вори вори
Вори вори (гуар. и исп. Vorí vorí, иногда Bori bori) — густой суп с маленькими шариками из кукурузной муки и сыра наподобие галушек, распространенный в Парагвае и на северо-востоке Аргентины. Блюдо возникло как смесь кулинарных традиций колонизаторов-испанцев и коренного населения, распространилось во многом благодаря иезуитским миссиям на землях индейцев гуарани. Вори вори традиционно подают в холодные зимние месяцы, чтобы согреться, хотя его едят и летом.

## Происхождение
Название «вори вори» происходит из языка индейцев гуарани. У гуарани один из способов обозначить изобилие — это повторение слова. Так, vorí — один, но vorí vorí может быть два и более.
Слово «vorí», которым называется блюдо, является производным от испанского слова «bolita» («маленький шарик», «мяч» — отсылка к маленьким кукурузным шарикам в блюде). Слово перешло в язык гуарани как «борита» и, наконец, сократилось до «вори». Получается, что vorí vorí — это bolita bolita.
Вори вори — результат симбиоза продуктов Старого и Нового света. Диета гуарани была дополнена продуктами, которые испанцы привезли с собой из Европы. Значительное влияние на рацион местного населения оказал завоз крупного рогатого скота в 1556 г. Так в кухне Нового света появились говядина и баранина, молоко, яйца, сыры и так далее. Таким образом, традиционные блюда гуарани из кукурузы, маниока, тыквы, сладкого картофеля были дополнены ингредиентами, привезенными испанцами (мясо, молоко, сыр, яйца и т. д.). Именно в этом контексте возникли рецепты уже типичных блюд, в основе которых лежат маниока, кукуруза, сыр, молоко и говядина.
Вори вори — одно из немногих парагвайских блюд, которое едят представители всех слоев общества. Его употребляют и на роскошных банкетах, и на скромных застольях на деревенских ранчо.

## Приготовление
Типичный вори вори содержит кукурузную муку и свежий сыр для приготовления шариков, жирный суп или бульон. Существуют и другие варианты, обычно называемые «vorí vorí blanco» с дополнительными ингредиентами, такими как масло, чеснок, лук, тыква, молоко и рис. Из специй обычно используют орегано.
Кукурузную муку и тёртый сыр кладут в ёмкость, смачивая эту смесь жирным бульоном до тех пор, пока не получится масса, из которой будут легко лепиться маленькие шарики. Каждый вори должен быть размером с большую виноградину. Когда будет сделано достаточно маленьких шариков, их помещают в кипящий суп и готовят около 5 минут. Если суп станет слишком густым, его можно разбавить, добавив еще кипятка.
Традиционный вори вори также известен как «вори вори кальдо».
Один из самых распространенных рецептов — «вори вори де галлина», когда в суп добавляют кусочки курицы, предварительно приготовленные на гриле.
Когда шарики маленькие, их называют «tu’i rupi’a», что на языке гуарани означает «яйца попугаев».